# François Bailly (homme politique)
Pour les articles homonymes, voir François Bailly et Bailly.
François Bailly est un homme politique français né en 1747 à Baccarat et mort en 1820 à Lunéville (Meurthe).

## Biographie
François Bailly est né le 3 octobre 1747 à Baccarat (Meurthe) fils légitime de Jean Bailly, marchand bourgeois de Baccarat et de Marie Marchal son épouse.
Il est membre du conseil municipal de Lunéville, président du tribunal de Lunéville et député de la Meurthe du 10 mai 1815 au 13 juillet 1815, pendant les Cent-Jours. 
Il est fait chevalier de l'ordre royal de la Légion d'honneur le 3 novembre 1814.
Il est mis à la retraite le 4 septembre 1816 et décède le 14 mai 1820 à Lunéville (Meurthe).

## Sources
- « François Bailly (homme politique) », dans Adolphe Robert et Gaston Cougny, Dictionnaire des parlementaires français, Edgar Bourloton, 1889-1891 [détail de l’édition]